# 川崎市立久末小学校
川崎市立久末小学校（かわさきしりつ ひさすえしょうがっこう）は、神奈川県川崎市高津区久末にある公立小学校。

## 沿革
出典
- 1969年（昭和44年）
  - 4月1日 - 開校。開校時点の児童数661名、学級数17。
  - 7月2日 - 入校式挙行。この日（7月2日）を開校記念日と定めた。
  - 11月24日 - 開校記念式典挙行。
- 1970年（昭和45年） - この年から1971年（昭和46年）にかけて、校舎増設し、体育館とプールを新築。
- 1979年（昭和54年）11月1日 - 創立10周年記念式典挙行。
- 1984年（昭和59年）6月11日 - 国西安交通大学附属小と姉妹校を結成する。
- 1985年（昭和60年）6月26日 - 久末小まつり開催。
- 1988年（昭和63年）
  - 2月3日 - 「こどもが輝くとき」刊行。
  - 8月4日 - 本校舎大改修工事。
- 1989年（平成元年）11月11日 - 創立20周年記念式典挙行。
- 1990年（平成2年）
  - 3月31日 - 昆虫飼育舎設置。
  - 10月3日 - たんけん集会開催。
- 1993年（平成5年）12月16日 - 屋上パノラマ改修。
- 1994年（平成6年）9月16日 - 理科室改修。
- 1997年（平成9年）8月 - 屋上パノラマ全面改修。
- 1999年（平成11年）
  - 8月 - 放送スタジオ設置。
  - 11月6日 - 創立30周年記念式典挙行。
  - 11月 - パソコン設置（1室）。
- 2001年（平成13年）1月 - パソコン設置（2室）。
- 2002年（平成14年）8月 - 東側校舎耐震工事。
- 2003年（平成15年）
  - 4月1日 - わくわくプラザ開設、旧学童ホールをPTAに移管。
  - 8月 - 西側校舎耐震工事。プール、図書室、観察池改修。
- 2005年（平成17年）
  - 3月 - 体育館に倉庫を増設。
  - 4月1日 - 学校二学期制試行。
  - 7月 - サマーチャレンジ開講。
- 2006年（平成18年）4月 - 学校給食民間委託開始。
- 2007年（平成19年）3月 - パソコンルームと放送室を改修。
- 2008年（平成20年）3月
  - 3月 - ネットデー（校内LAN配線）。
  - 8月 - 4階階段に安全柵設置。
  - 10月 - 普通教室にパソコン設置。
- 2009年（平成21年）
  - 3月 - 田んぼ移設。
  - 5月 - 東昇降口にスロープ設置。本館2階トイレ改修。
  - 6月 - 体育館入口滑り止め設置。
  - 8月 - 普通教室冷房化工事完了。
  - 9月  - 屋上積層模型補修。
  - 11月7日 - 創立40周年記念式典挙行。
- 2012年（平成24年）7月23日 - 校舎再生整備事業着工する。
- 2015年（平成27年）7月7日 - 校舎併設新体育館建設着工（完成予定2016年(平成28年)11月）。
- 2016年（平成28年）12月9日 - ひさすえアリーナ棟が完成し、引き渡し完了。
- 2017年（平成29年）1月28日 - 校舎再生整備完了。新校舎落成記念式典挙行し、祝賀会開催。
- 2018年（平成30年）3月31日 - 校庭整備修了。
- 2019年（令和元年）11月2日 - 創立50周年記念式典挙行。

## 学校教育目標
- 共に笑顔で輝き合う学校をめざして

## 通学区域
出典
- 高津区
  - 久末

## 進学先中学校
公立中学校に進学する場合
- 川崎市立東橘中学校[3]

## 周辺
- 久末小学校わくわくプラザ - 同一建物内
- 久末天照大神社
- 蓮花寺
- 有馬川
- 久末なかよし公園

## アクセス
- 川崎市営バス「原01」・「溝25」の各系統で、「蓮華寺前」バス停から、
  - 北門（校門）まで、徒歩約645m・約10分。なお、蓮花寺脇の道路（歩道）を移動する場合は、徒歩約470m・約8分。
  - 西門（校門）まで、徒歩約730m・約11分。
    - 「蓮華寺前」バス停から、学校敷地までは直線距離で約260mだが、道路と校門の位置関係で、遠回りとなる。